# کلسی (گروه موسیقی)
کلسی (انگلیسی: Classy; ‎/ˈklæsi/‎; کره‌ای: 클라씨; لاتین‌نویسی اصلاح‌شده: Keullassi; به سبک CLASSy یا CLASS:y نیز نوشته می‌شود) گروه دخترانه اهل کره جنوبی است که در سال ۲۰۲۲ شکل گرفت. این گروه متشکل از هفت عضو است: میونگ هیونگ سو، یون چه وون، هونگ هه جو، کیم ری وون، وون جی مین و پارک بو اون و کیم سون یو. این گروه به صورت رسمی در ۵ مه ۲۰۲۲ با انتشار آلبوم چندآهنگه Class Is Over فعالیتش را آغاز کرد.

## اعضا
- میونگ هیونگ سو (کره‌ای: 명형서)
- یون چه وون (کره‌ای: 윤채원)
- هونگ هه جو (کره‌ای: 홍혜주)
- کیم ری وون (کره‌ای: 김리원)
- وون جی مین (کره‌ای: 원지민)
- پارک بو اون (کره‌ای: 박보은)
- کیم سون یو (کره‌ای: 김선유)

## ترانه‌شناسی

### آلبوم‌های چندآهنگه
| عنوان         | جزئیات | بالاترین جایگاه جدول | فروش‌ها        |
| عنوان         | جزئیات | کره جنوبی            | فروش‌ها        |
| ------------- | --- | -------------------- | ------------- |
| Class Is Over | - انتشار: ۵ مه ۲۰۲۲ - ناشر: ام۲۵, کاکائو انترتینمنت - فرمت: سی‌دی، دانلود دیجیتال، استریم فهرست قطعات 1. «Up» 2. «Shut Down» 3. «Tell Me One More Time» 4. «Super Cool» 5. «Feelin' So Good» | ۷                    | - KOR: 28,777 |
| Lives Across  | - انتشار: ۲۶ مه ۲۰۲۲ - ناشر: ا۲۵, اینترپارک - فرمت: سی‌دی، دانلود دیجیتال، استریم فهرست قطعات 1. «Classy» 2. «Surprise» 3. «Same Same Different» 4. «Divin' Into You»                        | ۲۵                   | - KOR: 14,768 |
| Day & Night   | - انتشار: ۲۶ اکتبر ۲۰۲۲ - ناشر: ام۲۵، کاکائو انترتینمنت - فرمت: سی‌دی، دانلود دیجیتال، استریم فهرست قطعات 1. «Tick Tick Boom» 2. «Zealous»                                                   | ۱۸                   | - KOR: 23,201 |